# Ronald Åhman
Ronald Åhman (ur. 31 stycznia 1957) – szwedzki piłkarz występujący na pozycji obrońcy.

## Kariera klubowa
Åhman zawodową karierę rozpoczynał w 1975 roku w klubie Örebro SK. W 1978 roku odszedł do Djurgårdens IF, gdzie w 1981 roku zakończył karierę.

## Kariera reprezentacyjna
W reprezentacji Szwecji Åhman zadebiutował 19 kwietnia 1978 w wygranym 3:1 towarzyskim meczu z RFN. W tym samym roku został powołany do kadry na Mistrzostwa Świata. Nie zagrał na nich w żadnym meczu, a Szwedzi odpadli z turnieju po fazie grupowej. W latach 1978–1979 w drużynie narodowej Åhman rozegrał w sumie 7 spotkań.